# Siedzuniowate
Siedzuniowate (Sparassidaceae Herter) – rodzina grzybów z rzędu żagwiowców (Polyporales).

## Charakterystyka
Rodzina Sparassidaceae zawiera gatunki grzybów w większości pasożytniczych, rzadziej saprotroficznych, pozornie naziemnych. Wytwarzają jasne owocniki w zarysie kuliste złożone z krótkiego, zagłębionego trzonu i listkowatych rozgałęzień.

## Systematyka
Pozycja w klasyfikacji według Index Fungorum:  Polyporaceae, Polyporales, Incertae sedis, Agaricomycetes, Agaricomycotina, Basidiomycota, Fungi.
Według Index Fungorum bazującego na Dictionary of the Fungi do rodziny Sparassidaceae należą rodzaje:
- Crustoderma Parmasto 1968 – skorupniczka
- Pycnoporellus Murrill 1905 – pomarańczowiec
- Sparassis Fr. 1819 – siedzuń

Dawniej rodzina miała polską nazwę szmaciakowate. Władysław Wojewoda w 2003 r. uznał ją za niewłaściwą i zaproponował nazwę siedzuniowate.